# Jüdische Gemeinde Adorf
Die Jüdische Gemeinde Adorf in Adorf, einem Ortsteil der Gemeinde Diemelsee im Nordwesten des nordhessischen Landkreises Waldeck-Frankenberg, bestand vom 18. Jahrhundert bis 1939 zur Zeit des Nationalsozialismus.

## Geschichte
In den Akten zu Adorf (im Staatsarchiv Marburg), das zur Grafschaft Waldeck gehörte, wird 1770 Abraham Gudemann aus Adorf genannt, der Truppen mit Nahrungsmitteln versorgte. Weitere jüdische Personen sind in den Jahrzehnten danach genannt.  
Im Jahr 1872 erreichte die jüdische Gemeinde mit 87 Personen (39 Männer, 32 Frauen und 16 Schulkinder) ihre höchste Mitgliederzahl. 1854 gehörten den jüdischen Familien am Ort zwölf Häuser und die Familienvorstände waren Kauf- und Handelsleute. Bis nach 1933 bestanden  das Textilgeschäft von Louis Kann, die Eisenwarenhandlung der Gebrüder Mosheim und die Adorfer Mühle der Gebrüder Mannheimer.    
Die jüdische Gemeinde in Adorf besaß eine jüdische Religionsschule, ein rituelles Bad (Mikwe) sowie einen eigenen Friedhof. Im 19. Jahrhundert war ein Lehrer angestellt, der zugleich als Vorbeter und Schochet tätig war. Die jüdische Gemeinde unterstand dem Provinzialrabbinat Kassel.

## Synagoge

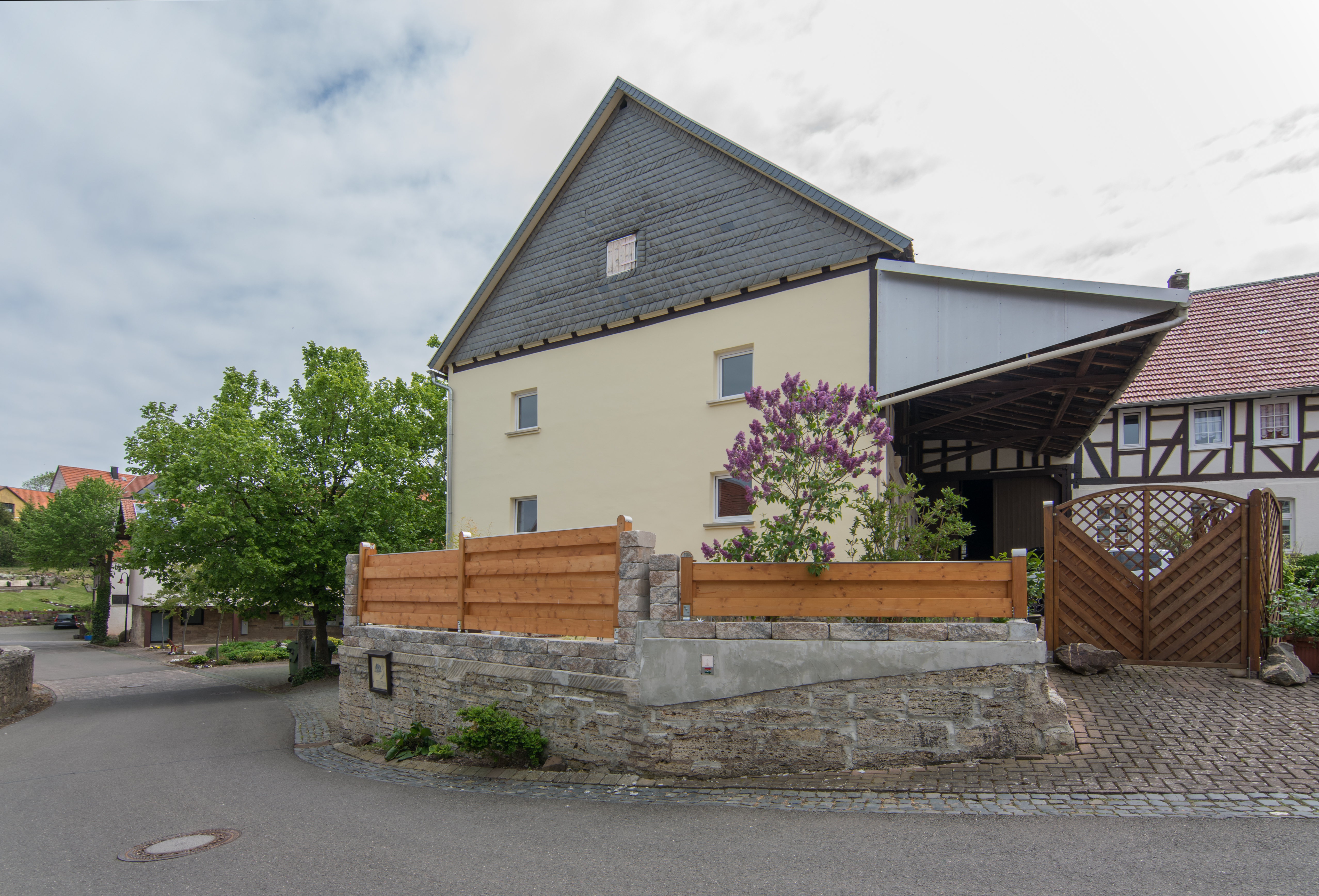
Standort der zerstörten Synagoge

1832 erhielt die jüdische Gemeinde von Adorf vom Fürsten von Waldeck die Genehmigung, eine Synagoge einzurichten. Dafür wurde ein Fachwerkhaus gekauft, das dem Bürgermeister Adolph Schwarzenberg gehörte. Dieser war selbst vom jüdischen Glauben zum Christentum übergetreten.

## Gemeindeentwicklung
| Jahr | Gemeindemitglieder               |
| ---- | -------------------------------- |
| 1802 | 4 Familien                       |
| 1826 | 45 Personen                      |
| 1847 | 41 Personen                      |
| 1872 | 87 Personen                      |
| 1900 | 33 Personen, 2,9 % der Einwohner |
| 1910 | 26 Personen, 2,4 % der Einwohner |
| 1933 | 19 Personen, 1,6 % der Einwohner |

## Nationalsozialistische Verfolgung
Beim Novemberpogrom 1938 wurde die Synagoge, obwohl das Gebäude bereits 1937 verkauft worden war, geschändet und die Inneneinrichtung zerstört. 1939 wurde das Gebäude abgebrochen. 
Das Gedenkbuch des Bundesarchivs verzeichnet 12 in Adorf geborene jüdische Bürger, die dem Völkermord des nationalsozialistischen Regimes zum Opfer fielen.

## Friedhof
Der jüdische Friedhof in Adorf wurde zu Beginn des 19. Jahrhunderts angelegt. Er wurde von 1809 bis 1936 belegt. Der älteste Grabstein (Mazewa) auf dem 8,85 Ar großen Friedhof stammt aus dem Jahr 1809. Der Friedhof liegt außerhalb des Ortes in unmittelbarer Nähe der Dansenberghalle. 